# Hlinka (Repubblica Ceca)
Hlinka (in tedesco Glemkau) è un comune della Repubblica Ceca facente parte del distretto di Bruntál, nella regione della Moravia-Slesia.